# Lomamyia flavicornis
Lomamyia flavicornis is een insect uit de familie van de Berothidae, die tot de orde netvleugeligen (Neuroptera) behoort. 
Lomamyia flavicornis is voor het eerst wetenschappelijk beschreven door Walker in 1853.